# Tony Cox
Joseph Anthony „Tony“ Cox (* 31. März 1958 in Uniontown, Alabama) ist ein kleinwüchsiger US-amerikanischer Schauspieler.
Tony Cox ist bekannt für seine komödiantischen Auftritte in Bad Santa und Ich, beide & sie. Er ist auch bekannt für seine Arbeit als Ewok in Die Rückkehr der Jedi-Ritter. In den beiden Spin-off-Filmen, die folgten, spielte er Widdle Warrick.
In Eine schrecklich nette Familie spielte er in der Folge Al und die Außerirdischen einen der sechs Außerirdischen, gemeinsam mit Phil Fondacaro, Debbie Lee Carrington und Felix Silla, die in Die Rückkehr der Jedi-Ritter ebenfalls die Rollen von Ewoks übernommen haben.

## Filmografie (Auswahl)
- 1982: Blutige Lorbeeren (Penitentiary II)
- 1983: Die Rückkehr der Jedi-Ritter (Star Wars: Episode VI – Return of the Jedi)
- 1984: Die Ewoks – Karawane der Tapferen (The Ewok Adventure, Fernsehfilm)
- 1985: Kampf um Endor (Ewoks: The Battle for Endor, Fernsehfilm)
- 1986: Captain EO (Aufführung zwischen 1986 und 1998 in den verschiedenen Disneyland-Parks, kommerziell unveröffentlicht)
- 1987: Die Rückkehr des Unbegreiflichen (Retribution)
- 1987: Mel Brooks’ Spaceballs (Spaceballs)
- 1988: Ghettobusters (I’m Gonna Git You Sucka)
- 1988: Beetlejuice
- 1988: Willow
- 1990: Eine schrecklich nette Familie (Married… with Children, Fernsehserie, 1 Folge)
- 1994: Leprechaun 2
- 1995: Friday
- 2000: Ich, beide & sie (Me, Myself and Irene)
- 2003: Bad Santa
- 2006: Date Movie
- 2007: Fantastic Movie (Epic Movie)
- 2007: Who’s Your Caddy?
- 2008: Disaster Movie
- 2010: Psych (Fernsehserie, 1 Folge)
- 2010: The Warrior’s Way
- 2011: 301 – Scheiß auf ein Empire (The Legend of Awesomest Maximus)
- 2012: Cosmo & Wanda – Ziemlich verrückte Weihnachten (A Fairly Odd Christmas)
- 2012: Partysaurus Rex (Stimme)
- 2013: Die fantastische Welt von Oz (Oz the Great and Powerful)
- 2016: Bad Santa 2

## Musikvideos
- Eminem: Just Lose It